# Eueides nigrofulva
Eueides nigrofulva is een vlinder uit de familie van de Nymphalidae. De wetenschappelijke naam van de soort is voor het eerst geldig gepubliceerd in 1906 door William James Kaye.